# Theridion proximum
Theridion proximum là một loài nhện trong họ Theridiidae.
Loài này thuộc chi Theridion. Theridion proximum được George Newbold Lawrence miêu tả năm 1964.